# Kitajima (Tokushima)
Kitajima (北島町 Kitajima-chō?) es un pueblo localizado en la prefectura de Tokushima, Japón. En junio de 2019 tenía una población estimada de 22.645 habitantes y una densidad de población de 2.591 personas por km². Su área total es de 8,74 km².

## Geografía

### Localidades circundantes
- Prefectura de Tokushima
  - Aizumi
  - Matsushige
  - Naruto
  - Tokushima

## Demografía
Según los datos del censo japonés, esta es la población de Kitajima en los últimos años.
| 1995   | 2000   | 2005   | 2010   | 2015   |
| ------ | ------ | ------ | ------ | ------ |
| 19.514 | 19.823 | 20.703 | 21.658 | 22.446 |